# Hitsuji no uta - Il silenzio degli innocenti
Hitsuji no uta - Il silenzio degli innocenti (羊のうた?, Hitsuji no uta) è un manga di genere horror scritto da Kei Toume e pubblicato a partire dal 1996. Ne è stata fatta una versione OAV in 4 episodi tra il 2003 e il 2004 ed una versione live action cinematografica nel 2002 che vede un giovanissimo Shun Oguri interpretare il ruolo del personaggio principale.
La storia narra le vicende di Kazuna, un ragazzo che scopre d'avere una malattia misteriosa, per l'esattezza si tratta di vampirismo.

## Trama
Kazuna è in apparenza un normalissimo studente di medie capacità della scuola superiore, che però perde del tutto il controllo alla vista del sangue, o anche solo davanti ad una bottiglia di vernice rossa. Questo problema che lo affligge è una condizione genetica della sua famiglia, difatti anche la sua povera sorella Chizuna ne è stata afflitta.
Il ragazzo va a rivolgersi proprio a lei per chiedere aiuto: Kazuna vive con due signori che egli chiama zio e zia (i quali sono entrambi in realtà dei vecchi amici del padre), questo da quando la madre è morta.
Nel frattempo il ragazzo diviene anche un buon amico di una giovane con ambiziose aspirazioni artistiche di nome Yaegashi, la quale verrà in seguito a conoscere la condizione esistenziale vissuta dal compagno (all'inizio della storia entrambi hanno sentimenti reciproci).
Il padre di Kazuna e Chizuna si era suicidato sei mesi prima: la ricerca delle motivazioni che hanno causato la sua morte è uno dei punti cardine dell'intera narrazione.

## OAV
| Nº | Giapponese 「Kanji」 - Rōmaji    | In onda          | In onda |
| Nº | Giapponese 「Kanji」 - Rōmaji    | Giapponese       |         |
| 1  | 「羊のうた1」 - Hitsuji no Uta 1 | 25 maggio 2003   |         |
| 2  | 「羊のうた2」 - Hitsuji no Uta 2 | 25 agosto 2003   |         |
| 3  | 「羊のうた3」 - Hitsuji no Uta 3 | 25 novembre 2003 |         |
| 4  | 「羊のうた4」 - Hitsuji no Uta 4 | 25 febbraio 2004 |         |

### Colonna sonora
Sigla di chiusura
- Destiny ~Shukumei~ cantata da Megumi Hayashibara & Tomokazu Seki